# Внутрішня міграція
Вну́трішня мігра́ція — переміщення людей з одного регіону в інший у межах однієї країни. Внутрішня міграція є однією з форм міграції населення. Основними причинами внутрішньої міграції є, як правило, економічні фактори — рівень доходів і витрат, а також якість життя, тоді як у зовнішньої міграції крім економічних значимі також політичні чинники. Одним із прикладів внутрішньої міграції, характерною для багатьох країн, є урбанізація — переміщення населення зі сільської місцевості в міста.

## Приклади
Історія багатьох країн включає приклади значних внутрішніх міграцій населення:
- Велика Британія — в історії Великої Британії було кілька міграцій з півночі Англії на південь, а також із Шотландії, Ірландії (зовсім недавно в Північній Ірландії) і Уельсу в Англію. Найістотнішими переміщення людей були за часів промислової революції, а також у зв'язку з наслідками голоду в Ірландії 1845—1849 років.
- США
  - В середині XIX століття була значна внутрішня міграція зі східних штатів до західного узбережжя, яка істотно зросла після будівництва 1869 року трансконтинентальної залізниці.
  - У період від 1910-х до 1970-х років відбулося масове переселення афроамериканців із сільськогосподарських південних штатів у промислові міста півночі, північного сходу і заходу США.
  - Депопуляція сільських Великих рівнин[en] від початку XX століття, у багатьох сільських округах сьогодні проживає менше 40 % населення 1900 року.
  - Постійна міграція всіх етнічних груп, що почалася під час «Пилового казана» 1930-х років, але прискорилася після Другої світової війни, до Сонячного поясу[en] півдня та заходу США.
  - Постійна міграція з Каліфорнії в інші штати приблизно від 1990 року, переважно робочого та середнього класу всіх етнічних груп, але особливо білих, яку називають Каліфорнійським виходом[en].
- У Новій Зеландії, внаслідок "дрейфу на північ"[en] Південний острів поступово втрачає населення на користь основного міського регіону, Окленда, на крайній півночі країни.
- На Філіппінах, через централізованість[en] і нерівномірність розподілу державних повноважень і коштів, люди з провінцій прямують до Манільської агломерації в пошуках кращої роботи та можливостей. Ці процеси тривають, хоча зараз у значно меншій кількості, оскільки серед внутрішніх мігрантів зростає популярність Себу та Давао[en].
- В Італії, під час економічного дива в країні 1950—1960-х років, так званий «промисловий трикутник» Північно-Західної Італії[en] зазнав напливу іммігрантів з Південної Італії, оскільки південна частина країни залишалася недорозвиненою та бідною. Пік припав на період від 1955 до 1963 років, коли 1 300 000 робітників переїхали з півдня до північних промислових міст. Після паузи 1980-х роках міграція з півночі на південь відновилася, цього разу спрямована в інші райони півночі та Центральної Італії.
- СРСР — для забезпечення трудовими ресурсами будівництв на Крайній Півночі Росії, в Сибіру і на Далекому Сході людей залучали високими зарплатами, романтикою ударних будівництв організаційними заходами, наприклад, комсомольський заклик[ru].

## Вторинна міграція
Підвидом внутрішньої міграції є міграція груп іммігрантів, яку часто називають вторинною або подальшою міграцією. Вторинною міграцією також називають міграцію [Архівовано 18 січня 2022 у Wayback Machine.] іммігрантів у межах Європейського Союзу.
У США завдання керувати вторинною міграцією переселених біженців покладено на Управління з переселення біженців, програму Управління у справах дітей та сімей Міністерства охорони здоров'я та соціальних служб США. Проте інформації про вторинну міграцію та пов'язані з нею програмні структурні зміни мало. Вторинна міграція вважається однією з рушійних сил розподілу переселенців у Сполучених Штатах.

### Вторинна міграція сомалійців у США
Сомалійці, група біженців, спочатку широко розсіяна в Сполучених Штатах, сформувала значні громади в Міннесоті, Огайо та Вашингтоні. Вторинна міграція до Міннеаполіса, штат Міннесота та Колумбуса, штат Огайо, зробила ці два регіони, відповідно, першим і другим серед американських сомалійців. Географиня Тамара Мотт стверджує, що основною причиною міграції сомалійців до Колумбуса, штат Огайо, було бажання перебувати поруч із сім'єю, друзями та іншими сомалійцями.
До Льюїстона, штат Мен, сомалійці стали мігрувати після того, як у лютому 2001 року соціальні служби переселили туди кілька сімей. У період від 1982 до 2000 роки агентства з переселення розмістили біженців, серед них 315 сомалійців, у районі Портленда, штат Мен. Високий рівень завантаженості орендованого житла в Портленді призвів до перших переїздів до Льюїстона. Сомалійцям притаманне кочування, вони підтримують контакти, часто через мобільний телефон, із великою родиною, членами клану та друзями. Коли про Льюїстон дізналися інші сомалійці, їх привабили якість життя, низька вартість житла, хороші школи, безпека та більший соціальний контроль над дітьми в маленькому місті. У період від лютого 2001 року до серпня 2002 року понад 1000 сомалійців переїхали до Льюїстона. Більшість із цих ранніх вторинних мігрантів прибули з Кларкстона, штат Джорджія, передмістя Атланти. До 2007 року сомалійці, які приїхали до міста з усіх куточків США та принаймні трьох інших країн, становили вже 6,5 % населення Льюїстона.